# Ігор Ліхновскі
Ігор Ліхновскі (ісп. Igor Lichnovsky, нар. 7 березня 1994, Пеньяфлор) — чилійський футболіст словацького походження, захисник клубу «Порту» та національної збірної Чилі. Також має австрійське громадянство.

## Клубна кар'єра
Народився 7 березня 1994 року в місті Пеньяфлор. Вихованець футбольної школи клубу «Універсідад де Чилі». Дорослу футбольну кар'єру розпочав 2011 року в основній команді того ж клубу. 21 листопада в матчі проти «Універсідад Католіка» Ліхновскі дебютував у чемпіонаті Чилі. У цій зустрічі він був визнаний найкращим футболістом матчу. 30 квітня 2012 року у зустрічі проти «Коло-Коло» Ігор забив перший гол за клуб. У складі «Универсідада» Лихновскі двічі виграв чемпіонат Чилі в сезонах Клаусури 2011 і Апертури 2012, а також Південноамериканський кубок 2011.
Влітку 2014 року перейшов у португальський «Порту». Через високу конкуренцію Ігор перший сезон відіграв за дублюючу команду. Перед початком сезону 2015/16 Ліхновскі був включений в першу команду під 24 номером.

## Виступи за збірні
2009 року дебютував у юнацькій збірній Чилі. У її складі він брав участь у Чемпіонаті Південної Америки серед юнаків до 15 років у Болівії і Чемпіонаті Південної Америки серед юнаків до 17 років у Еквадорі.
Протягом 2012–2014 років залучався до складу молодіжної збірної Чилі. В кінці 2012 року Ліхновскі потрапив в заявку «молодіжки» на молодіжний чемпіонат Південної Америки 2013 року. На турнірі Ігору була довірена роль капітана. 10 січня 2013 року у першому матчі групового етапу проти збірної Аргентини, Ліхновскі дебютував за молодіжну збірну. 14 січня в матчі проти збірної Колумбії він забив свій перший гол за молодіжну команду і допоміг своїй команді здобути перемогу 2:1. Всього на молодіжному рівні зіграв у 14 офіційних матчах, забив 1 гол.
14 листопада 2014 року дебютував в офіційних іграх у складі національної збірної Чилі, відігравши повний товариський матч з Венесуелою (5:0). Наразі провів у формі головної команди країни 1 матч.

## Статистика виступів

### Статистика клубних виступів
| Сезон             | Команда               | Чемпіонат         | Чемпіонат | Чемпіонат | Національний кубок | Національний кубок | Національний кубок | Континентальні кубки | Континентальні кубки | Континентальні кубки | Інші змагання | Інші змагання | Інші змагання | Усього | Усього |
| Сезон             | Команда               | Ліга              | Ігор      | Голів     | Ліга               | Ігор               | Голів              | Ліга                 | Ігор                 | Голів                | Ліга          | Ігор          | Голів         | Ігор   | Голів  |
| ----------------- | --------------------- | ----------------- | --------- | --------- | ------------------ | ------------------ | ------------------ | -------------------- | -------------------- | -------------------- | ------------- | ------------- | ------------- | ------ | ------ |
| 2011              | «Універсідад де Чилі» | ПД                | 4         | 0         | КЧ                 | 0                  | 0                  | ПАК                  | 0                    | 0                    | —             | 0             | 0             | 4      | 0      |
| 2012              | «Універсідад де Чилі» | ПД                | 9         | 2         | КЧ                 | 0                  | 0                  | КЛ                   | 2                    | 0                    | —             | 0             | 0             | 11     | 2      |
| Усього за кар'єру | Усього за кар'єру     | Усього за кар'єру | 13        | 2         |                    | 0                  | 0                  |                      | 2                    | 0                    |               | 0             | 0             | 15     | 2      |

## Досягнення
- Чемпіон Чилі: Клаусура 2011, Апертура 2012
- Володар Південноамериканського кубка: 2011